# Duperrea pavettifolia
Duperrea pavettifolia är en måreväxtart som först beskrevs av Wilhelm Sulpiz Kurz, och fick sitt nu gällande namn av Charles-Joseph Marie Pitard. Duperrea pavettifolia ingår i släktet Duperrea och familjen måreväxter.

## Underarter
Arten delas in i följande underarter:
- D. p. pavettifolia
- D. p. scabra